# Johan Erik Friborg

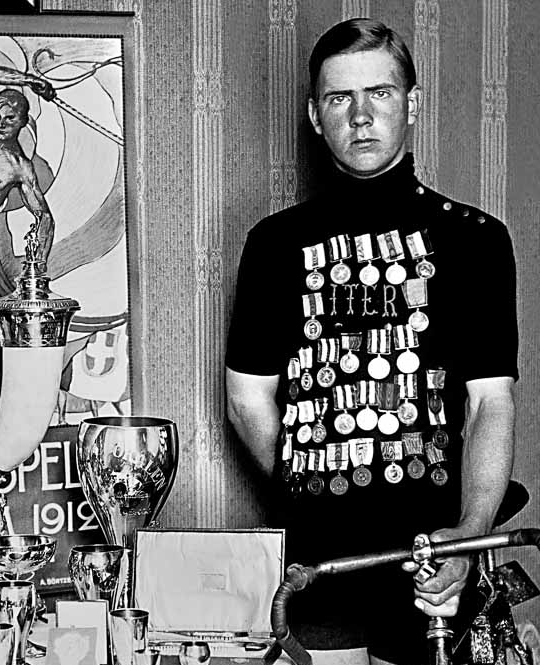
Erik Friborg, 1912

Johan Erik Friborg (* 24. Januar 1893 in Stockholm; † 22. Mai 1968 in Hounslow, London, Vereinigtes Königreich) war ein schwedischer Radrennfahrer und Olympiasieger im Radsport.

## Sportliche Laufbahn
Friborg wurde mit der Mannschaft Schwedens bei den Olympischen Sommerspielen 1912 in Stockholm Olympiasieger in der Mannschaftswertung im Straßenrennen. Mit ihm fuhren für Schweden Ragnar Malm, Axel Wilhelm Persson und Algot Lönn. Die Zeiten der Athleten wurden aus dem olympischen Straßenrennen übernommen, wo Friborg auf dem 7. Platz des Rennens klassiert wurde.
Im Jahr seines Olympiasieges gewann er auch die Sjælland –Rundfahrt in Dänemark vor seinem Landsmann Henrik Morén. 1911 gewann er die schwedische Meisterschaft im Einzelzeitfahren über 100 Kilometer.

## Privates
An den Olympischen Sommerspielen 1920 und 1948 nahm er als Masseur in der schwedischen Mannschaft teil, bei den Spielen 1924 war er als Dolmetscher dabei. Anfang der 1940er Jahre übersiedelte er nach London über, wo er im Alter von 75 Jahren im Stadtbezirk Hounslow verstarb.